# Mühlbach (Olching)
Der Olchinger Mühlbach entsteht als Ableitung aus einem Wehr im Olchinger Süden.
Er speist eine Mühle und im weiteren Verlauf das Wasserkraftwerk Olching, bevor er sich im Norden von Olching wieder mit der Amper vereint.
Der Mühlbach wurde historisch auch für eine Holzstoff-Fabrik genutzt.